# Ulica Marii Curie-Skłodowskiej w Radomiu
Ulica Marii Curie-Skłodowskiej w Radomiu – ulica w Radomiu w dzielnicy Śródmieście.
Ulica biegnie od ul. Mieczysława Niedziałkowskiego do ul. 25 Czerwca. Zalicza się do kategorii dróg gminnych. Ma długość około 280 metrów.

## Architektura
Rejestr zabytków
W rejestrze zabytków Narodowego Instytutu Dziedzictwa znajdują się poniższe obiekty położone przy ulicy Curie-Skłodowskiej:
- nr 15 – kamienica, 1890

Gminna ewidencja zabytków
Do Gminnej Ewidencji Zabytków Miasta Radomia, oprócz obiektów z rejestru zabytków, wpisane są też budynki.
- nr 3 – dom murowany, oficyna murowana, koniec XIX w.
- nr 5 – dom murowany, koniec XIX w.
- nr 6 – dom murowany, koniec XIX w.
- nr 8 – dom murowany, koniec XIX w.
- nr 9 – dom murowany, koniec XIX w.